# Porphyre (Baïraktaris)
Saint Porphyre (né le 7 février 1906 dans la province de Karystos - décédé le 2 décembre 1991 au mont Athos) est un saint orthodoxe, fêté le 2 décembre. C'est l’un des plus grands spirituels orthodoxes du XXe siècle.

## Biographie
De son nom civil Evángelos Baïraktáris (en grec moderne Ευάγγελος Μπαϊρακτάρης), le futur Père Porphyre naît le 7 février 1906 dans la province de Karystos, sur l’île d’Eubée, en Grèce. C’est le quatrième enfant d’une famille pauvre. Très jeune, il part au mont Athos et se met sous la direction de deux pères spirituels. Il devient peu après moine. À l’âge de 19 ans, une maladie le force à quitter le mont Athos et à revenir en Eubée. 
Il s’installe alors dans le monastère Saint-Charalambos. En 1926, il est remarqué par l’archevêque du Sinaï Porphyre III, de passage en Grèce, qui l’ordonne prêtre. C’est alors que le Père Porphyre reçoit le nom qui va l’accompagner durant le reste de sa vie. En 1928, il devient archimandrite.
Le Père Porphyre passe un peu plus de dix ans en Eubée, puis il part pour Athènes en 1940, où il devient aumônier de la Polyclinique de la ville. En 1955, il s’installe dans le petit monastère de Saint-Nicolas et en 1979. Il s’installe à Milési où il va fonder plus tard le monastère de la Transfiguration.  
Dans les dernières années de sa vie, il acquiert une réputation considérable à cause de sa sainteté  et reçoit la visite de plusieurs milliers de personnes de toutes confessions et de toutes conditions, qui viennent lui demander conseil et qu'il aide. 
Devenu complètement aveugle en 1987, il sent la mort approcher et décide de revenir finir sa vie au mont Athos où il a prononcé ses vœux monastiques. C’est là-bas qu’il meurt le 2 décembre 1991.
Il est canonisé le 27 novembre 2013 par le Saint-Synode du patriarcat œcuménique de Constantinople. La liturgie solennelle de canonisation du nouveau saint a eu lieu le 2 décembre de la même année, en présence de plusieurs milliers de fidèles.